# Młot na czarownice (film)
Młot na czarownice (cz. Kladivo na čarodějnice) – czechosłowacki film czarno-biały z 1970 w reżyserii Otakara Vávry. Dramat historyczny zrealizowany na podstawie książki Václava Kaplickego o procesach czarownic w XVII wieku.

## Obsada
- Elo Romančík jako dziekan Lautner
- Vladimír Šmeral jako inkwizytor Boblig z Edelstadtu
- Soňa Valentová jako Zuzana Voglicková
- Josef Kemr jako skryba Ignác
- Lola Skrbková jako Maryna Schuchová
- Jiřina Štěpničková jako Dorota Groerová
- Marie Nademlejnská jako Davidka
- Miriam Kantorková jako Dorota Tobiášová
- Lubor Tokoš jako farbiarz Sattler
- Blažena Holišová jako Marie, żona Sattlera
- Jaroslava Obermaierová jako Lízl, córka Sattlera
- Jiří Holý jako proboszcz König
- Čestmír Řanda jako dziekan Winkler
- Blanka Waleská jako hrabina de Galle
- Martin Růžek jako biskup
- Josef Bláha jako hrabia Šternberk
- Eduard Cupák jako proboszcz Schmidt
- Ilja Prachař jako Gaup
- Gustav Opočenský jako brat proboszcza
- Václav Lohniský jako mnich
- Zdeněk Kryzánek jako Zeidler
- Miloš Willig jako dr Mayer
- Zdeněk Hodr jako Vraný
- Jiří Lír jako sekretarz sądu apelacyjnego
- Alois Vachek jako kościelny Bittner
- Karel Engel jako pomocnik kata